# Аеродинамика хеликоптера
Аеродинамика хеликоптера је посебно компликована из неколико разлога.
Прво, за разлику од авиона код кога су крила фиксна, хеликоптерске елисе се окрећу, што уноси додатне потешкоће када је реч о прорачуну аеродинамикчих карактеристика летелице. Друго, из перспрективе моделирања и експериментисања са прототипима, тешко је изучавати ситуацију протока флуида у којој неке компоненте ротирају великом, неке малом брзином, док неке остају фиксне. Из тог разлога многи експерименти и моделирања врше се мотедоама изолације. Инжењер који се бави аеродинамиком хиликоптера суочава се са тешким задатком анализирања лета вазухоплова са фиксним крилом, чије клило пролази кроз ваздух и неком малом и трансоничном брзином.
Дакле, испитивања хеликоптерска су јако скупа, што значи да је потребно уложити много рада у моделирање, које је у великој мери ограничено јачином рачунара, као и софтверском подлогом.
У принципу, хеликоптер је пројектован да буде у стању да обавља задатке које бећина ваздухоплова са фиксним узгонским површинама не могу да ураде, а то су вертикална полетања и слетања.
Постоје 4 режима лета код хеликоптера:
- Први, лебдење, где је сила потиска једнака сили земљине теже, па је хеликоптер у стању мировања.
- Други, узлетање, где се ствара додатни потисак, не би ли се хеликоптер кретао вертикално навише.
- Трећи, слетање, можда и најкомпликованији режим лета због присуства и горњег и доњег протока у диска ротора, што може да произведе значајне вибрације самих кракова ротора.
- Четврти, хоризонтални лет, у коме се диск ротора нагне напред или назад. Тада једна компонента вектора узгонске силе хеликоптер гура напред, супротстављајући се сили орпора средине.

## Проблем великих брзина опструјавања врхова лопатица главног ротора
При лебдењу хеликоптером брзина опструјавања по ободу диска ротора (кружна површина коју описују лопатице приликом окретања ротора) расте од средишта према спољним ивицама. Уколико се повећа број окретаја или дужина лопатица, с циљем постизања већег узгона и брзине, долази до штетне појаве надзвучног опструјавања врхова лопатица и стварања додатног великог отпора ваздуха. Што се више повећава број обртаја или дужина кракова повећава се и зона надзвучног струјања. Тако се даљим повећањем снаге и потрошње горива не добија већа брзина јер отпор ваздуха расте. 
Чим хеликоптер крене из лебдења у прогресивни лет, најчешће према напред, брзине опструјавања ротора почињу да се мењају на разним позицијама унутар диска па се све додатно закомпликује. Генерално посматрано, брзина опструјавања ваздуха повећава се на страни нападне лопатице док се смањује на страни излазне. Повећањем брзине лета повећава се и та разлика па долази до јачег момента ваљања око уздужне осе хеликоптера јер је на нападној страни узгон све већи а на назадној све мањи. Зато лопатица током једног циклуса окретања за 360° мења нападни угао (нпр. на излазној страни узгон се повећава) како би се компензовао момент ваљања. Али ход нападног угла је ограничен и може се мењати само до неке максималне вредности. Кад на примјер хеликоптер лети брзином 210 km/h тада је локална брзина врхова лопатица одређене дужине 676 km/h. Заправо, њихова локална брзина осцилује у појасу од 467 до 884 km/h.

## „Transverse flow“ ефекат
„Transverse flow“ ефекат се углавном јавља при кретању хеликоптера унапред.
При кретању хеликопера, вазух изнад ротора бива увучен надоле. Већу количину ваздуха привуче задњи део ротора, што као последицу даје смањен нападни угао. Ово као узрок има смањену узгонску силу у задњем делу диска ротора што доводи до нагињања диска. Наравно, која страна ротора ће имати већу узгонску силу одредиће то у коју страну пилот усмерава хеликоптер. Док хеликоптер убрзава кретање кроз ваздух, све мање и мање ваздуха ће бити увучен од стране ротора, па ће се неједнакост предњег и задњег дела смањивати. На вишим брзинама ефекат ће потпуно нестати.
Код класичних, једнороторских хеликоптера, ефекат почиње већ при брзинама 10-20 km/h, достиже највећи утицај при брзини од 40 km/h. После ове брзине утицај ефекта опада, све до брине од 110 km/h где потпуно нестаје.